# Pelodiscus maackii
La tortuga de caparazón blando del norte de China, también conocida como la tortuga de caparazón blando del Amur (Pelodiscus maackii) es una especie de tortuga del género Pelodiscus, perteneciente a la familia Trionychidae. Fue descrita científicamente por Brandt en 1857.

## Distribución
Se encuentra en China, Rusia, Corea del Norte y Corea del Sur.